# Eva Holmberg-Jacobsson
Eva Hilda Elsa Holmberg-Jacobsson, född 3 mars 1910 i Malmö, död 22 april 2003 i Helsingborg, var en svensk målare.
Hon var dotter till ingenjören Carl Holmberg och Gerda Helena Jonasson och från 1942 gift med kaptenen Karl-Erik Jacobsson. Hon studerade vid Skånska målarskolan i Malmö 1927 och vid Otte Skölds målarskola i Stockholm 1929 samt vid Académie de la Grande Chaumière i Paris och under studieresor till bland annat Ungern, Spanien och Frankrike. Separat ställde hon ut på SDS-hallen i Malmö 1942 och på Malmö museum 1946 och på Svartbrödraklostret i Lund 1952. Hon medverkade i samlingsutställningar med Skånes konstförening och Helsingborgs konstförening. Hennes konst består av blommor, figurmotiv, landskap och stadsvyer från Frankrike i en frisk kolorit. Holmberg-Jacobsson är representerad vid Malmö museum, Helsingborgs  museum, Trelleborgs  museum och Landskrona museum. Hon är gravsatt i Södra minneslunden vid Krematoriet i Helsingborg.

### Fotnoter
1. ↑  Helsingborgs museum